# Johann Most
Johann Most (John Most) (ur. 5 lutego 1846 w Augsburgu, zm. 17 marca 1906 w Cincinnati) – niemiecki działacz socjaldemokratyczny i anarchokolektywistyczny, potem anarchokomunistyczny.

## Życiorys
Urodził się i wychował w ubogiej rodzinie w Augsburgu. Jego matka zmarła wcześnie i znalazł się pod opieką macochy. Już mając 13 lat brał udział w organizowaniu strajku uczniowskiego i został wydalony ze szkoły. Wyuczył się zawodu introligatora i wyruszył w wędrówkę po Europie przez Niemcy, Szwajcarię i Węgry. Włączył się w ruch Pierwszej Międzynarodówki. Na zebraniach robotniczych odkryto jego talent agitatora i mówcy. Władze
oskarżały go o zakłócanie porządku publicznego, nakładając na niego liczne kary aresztu i więzienia.
Pracował dla różnych gazet i ugrupowań socjalistycznych. Gdy osiadł w Chemnitz przystąpił do Socjaldemokratycznej Partii Robotniczej Niemiec Wilhelma Liebknechta i Augusta Bebela. Został redaktorem czasopisma „Chemnitzer Freie Presse”, przyczyniając się do jego znacznego rozwoju. Często odsiadywał kary więzienia. Nie płacił również nakładanych na niego grzywien.
Od 1874 do 1877 zasiadał w Reichstagu. Tym samym został w wieku 28 lat jednym z najmłodszych deputowanych. Mimo to nie zaprzestał głoszenia antyrządowych poglądów i krytykowania cesarstwa i II Rzeszy. Wraz z Wilhelmem Hasselmannem należał do skrajnie lewicowego skrzydła. Z powodu pracy w parlamencie musiał przeprowadzić się do Berlina. Rozpoczął pracę jako redaktor „Freier Berliner Presse”. Ponadto założył satyryczne pismo „Nußknacker” („Dziadek do orzechów\”" / „Zgniatacz”). Wygłaszał liczne anty - rządowe mowy. Po zamachach na Wilhelma I i uchwaleniu ustaw przeciwko socjaldemokracji wyemigrował do Wielkiej Brytanii.

### Na emigracji
W Londynie wydawał początkowo socjaldemokratyczne, a następnie anarchistyczne czasopismo „Freiheit” („Wolność”). Nawiązał liczne kontakty z opozycjonistami, którzy pozostali w bismarckowskich Niemczech. Krytykował także przywódców socjaldemokracji, w tym Bebela i Liebknechta. Dlatego też wykluczono go z partii w 1880. Rok później opublikował pochwalny tekst na cześć zamachowców na cara Aleksandra II oraz rewolucjonistów rosyjskich. Po tym artykule angielskie władze skazały go na karę 16 miesięcy pracy przymusowej i aresztu. Po wyjściu z więzienia opuścił w 1886 Anglię, udając się do USA na statku „Wisconsin”.
W Nowym Jorku został przyjęty przez tamtejszą społeczność imigrantów. Wznowił wydawanie swojego czasopisma, które ukazywało się łącznie przez 31 lat. W swoich tekstach głosił propagandę czynu, pochwałę rewolucyjnego czynu, terroryzmu i zamachów na tyranów. Zaangażował się w ruch amerykańskich robotników, np. w strajk w Chicago, walkę o 8 - godzinny dzień pracy. Po zamachu na Haymarket-Square w 1886 wylądował po raz kolejny - tym razem w USA - w więzieniu. W czasach późniejszych organizował także teatr robotniczy; odbywał liczne podróże po USA, propagując w czasie wykładów idee anarchizmu.